# Butokuden

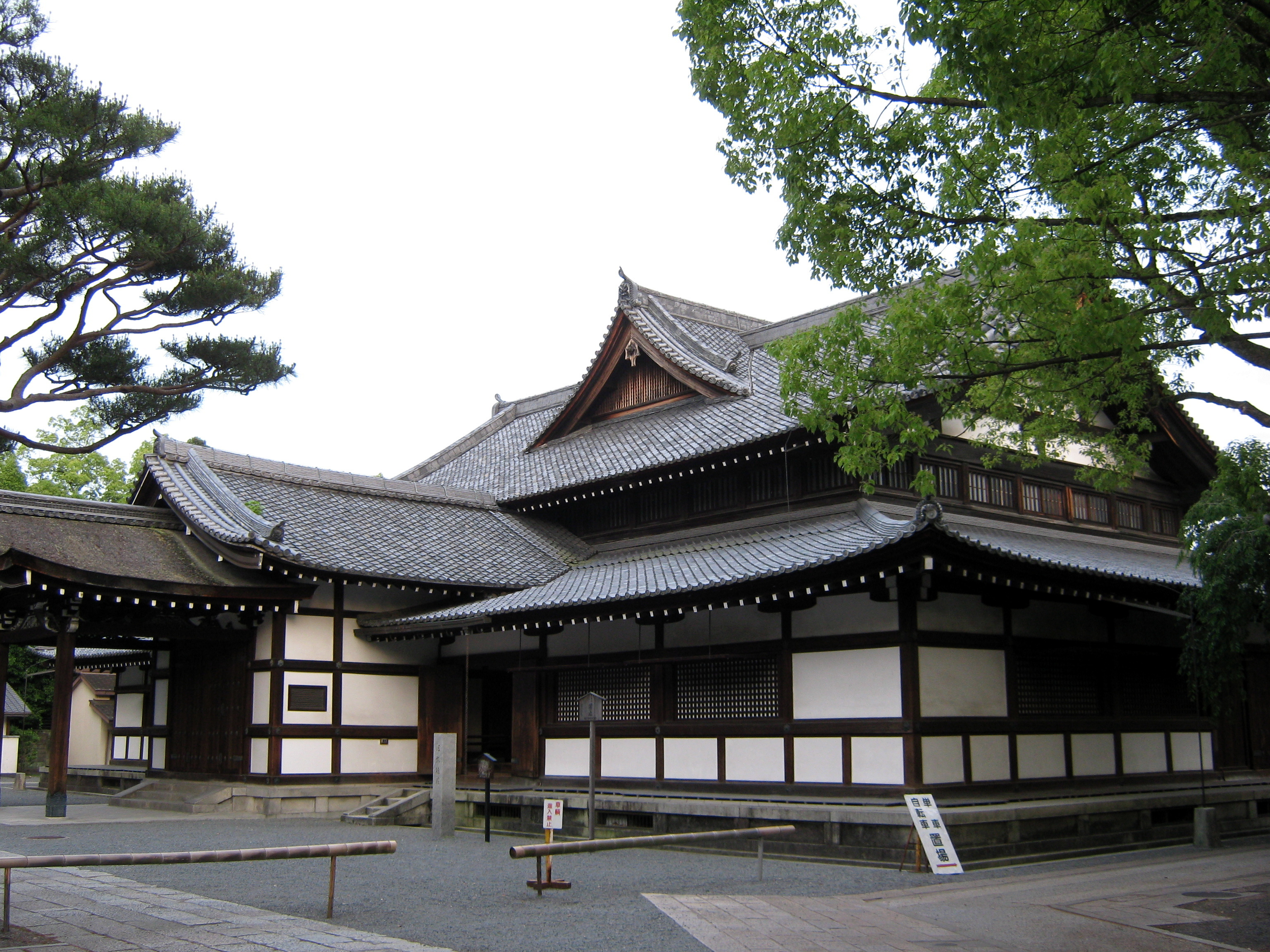
Il Butokuden oggi.

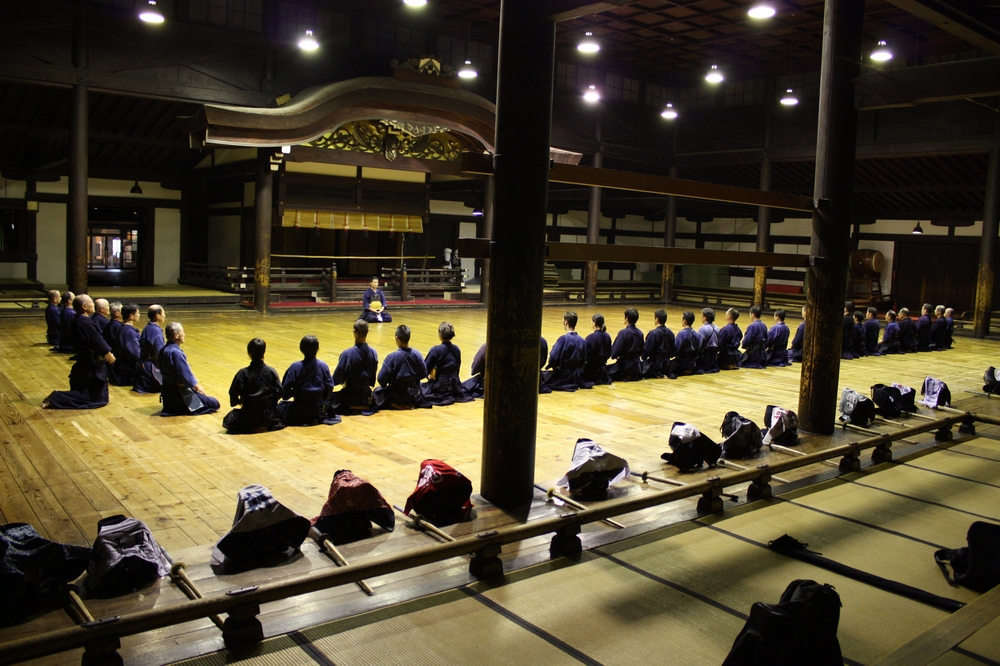
Kendō al Butokuden

Il Butokuden (武徳殿? lett. "Palazzo delle Virtù Marziali"), attualmente conosciuto in Giappone Kyū-Butokuden (旧武徳殿?, lett. "Ex-Butokuden"), è uno dei più antichi dōjō (道場?) del Giappone; è situato a Kyoto, nelle vicinanze del santuario Heian (平安神宮?, Heian Jingū).
Il palazzo, interamente in legno, è stato costruito nel 1899 (Meiji 32) dal Dai Nippon Butoku Kai (大日本武徳会?) come propria sede; il progetto fu realizzato da Shigemitsu Matsumuro (松室 重光?).
Nel 1980 è stato riconosciuto il suo valore storico legato alle costruzioni in legno ed alle arti marziali dell'era Meiji e si è deciso di preservarlo. Viene protetto dallo stato come Bene culturale tangibile (有形文化財?, yūkei bunkazai): nel 1983 è stato dichiarato Bene culturale designato (指定文化財?, shitei bunkazai) e, nel 1996, Bene culturale importante (重要文化財?, jūyō bunkazai) sotto il nome di "ex-Budokuden".
Qui si svolge l'annuale All Japan Kendo Enbu Taikai, il più antico, tradizionale e prestigioso evento del kendō giapponese (e mondiale) organizzato dalla All Japan Kendo Federation.